# Karjala, Virmo
Karjala var en kommun i Åbo och Björneborgs län i Finland. Kommunen hade 902 invånare (1976), på en yta av 204,3 km² (landareal).
Karjala blev kapell under Virmo 1797 och bildade egen församling 1906. Den 1 januari 1977 slogs Karjala samman med Virmo kommun.
Karjala var enspråkigt finskt. I Karjala finns en träkyrka som uppfördes av Georg Theodor Chiewitz och invigdes 1869.

## Bilder

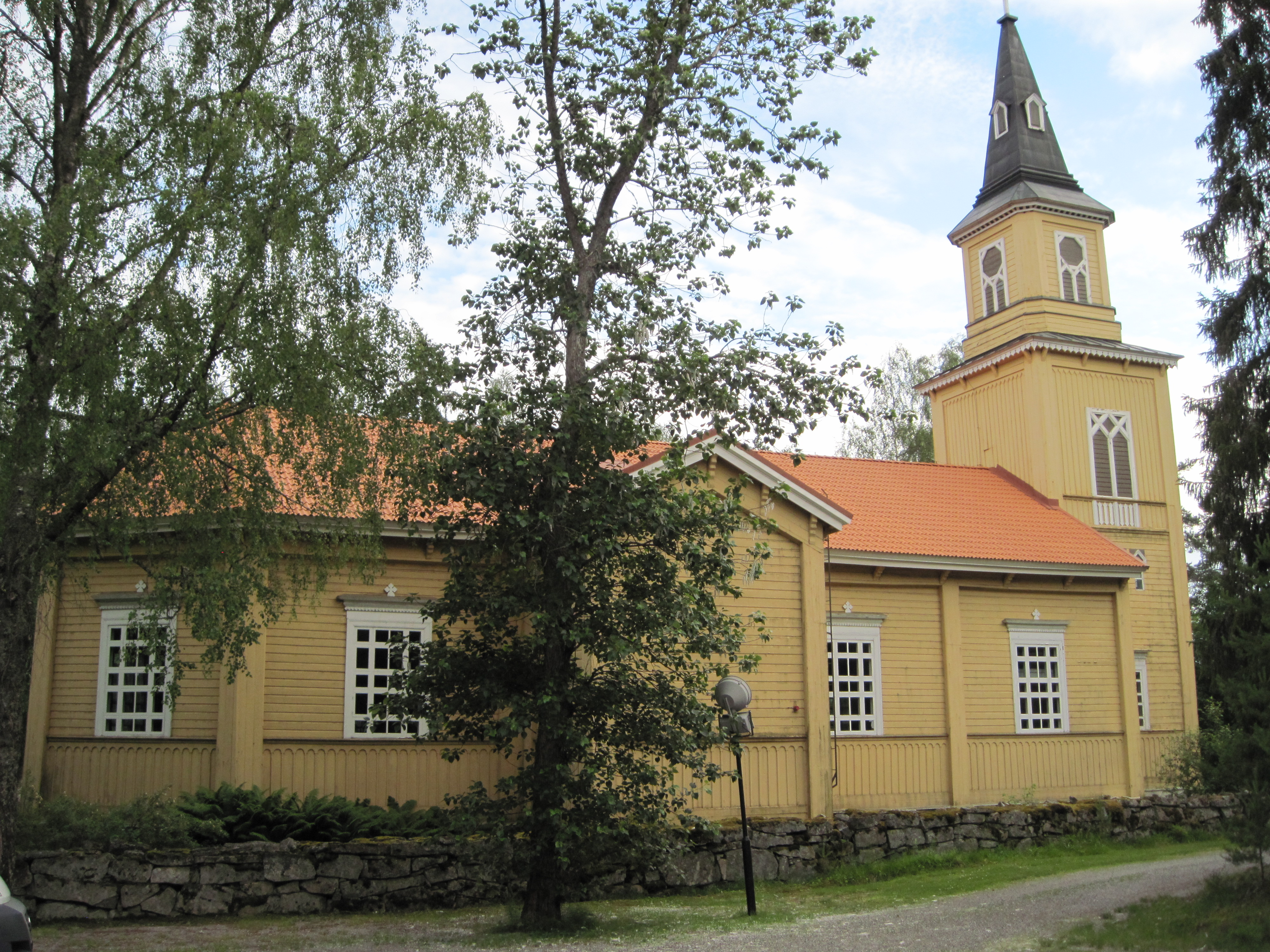
Karjalas kyrka (1869)
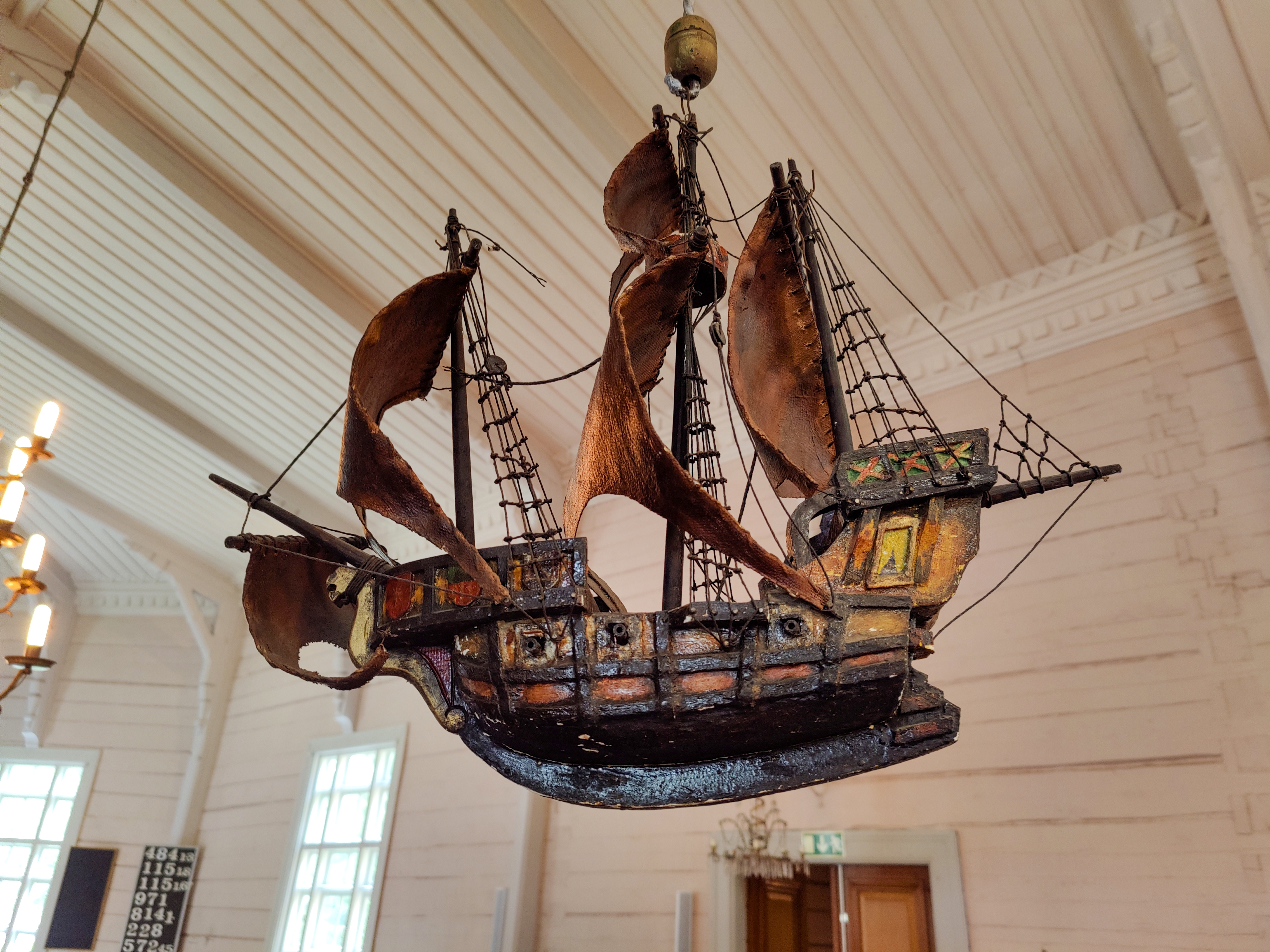
Kyrkskeppet
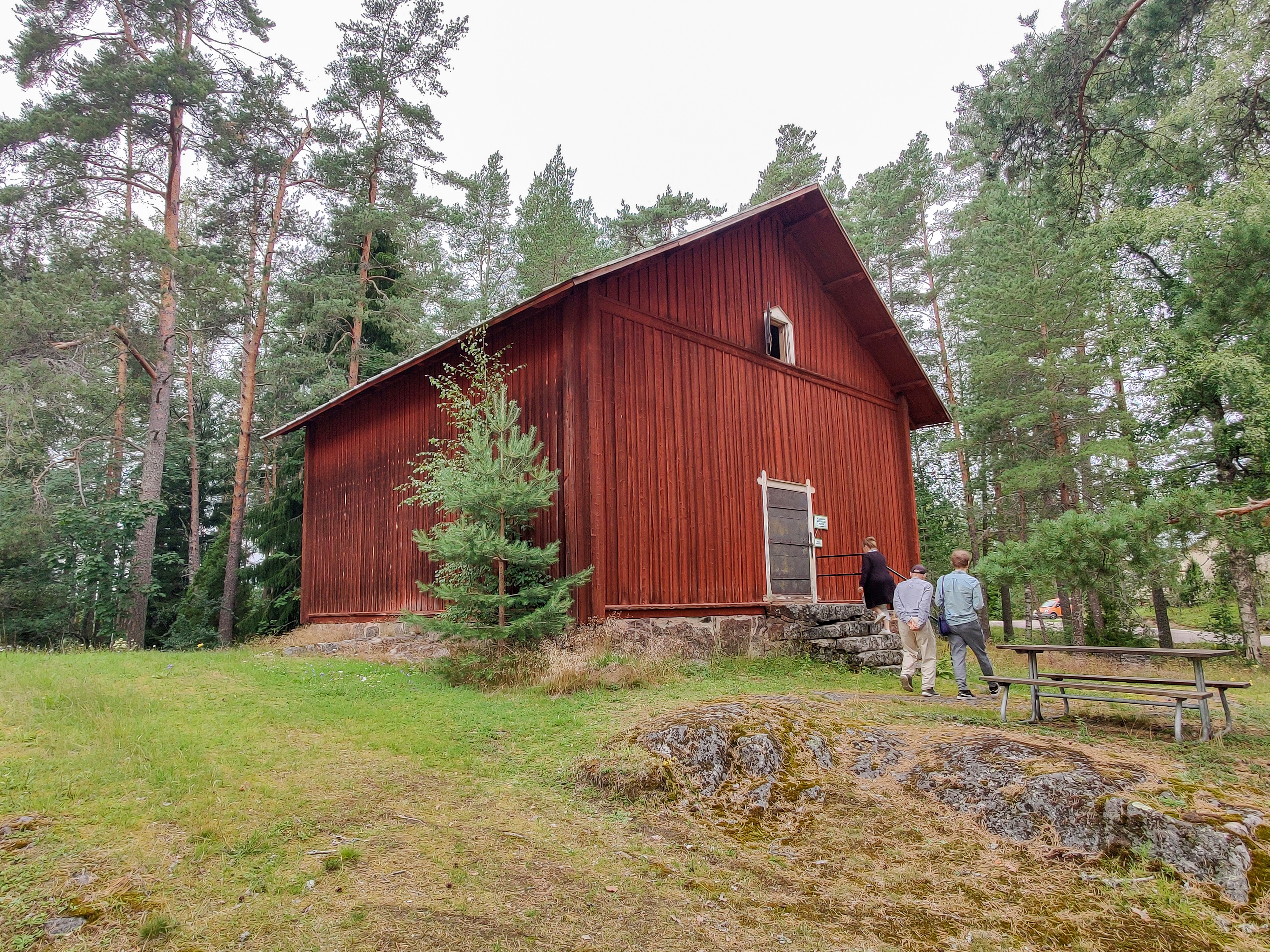
Karjalas sockenmagasin (1896)
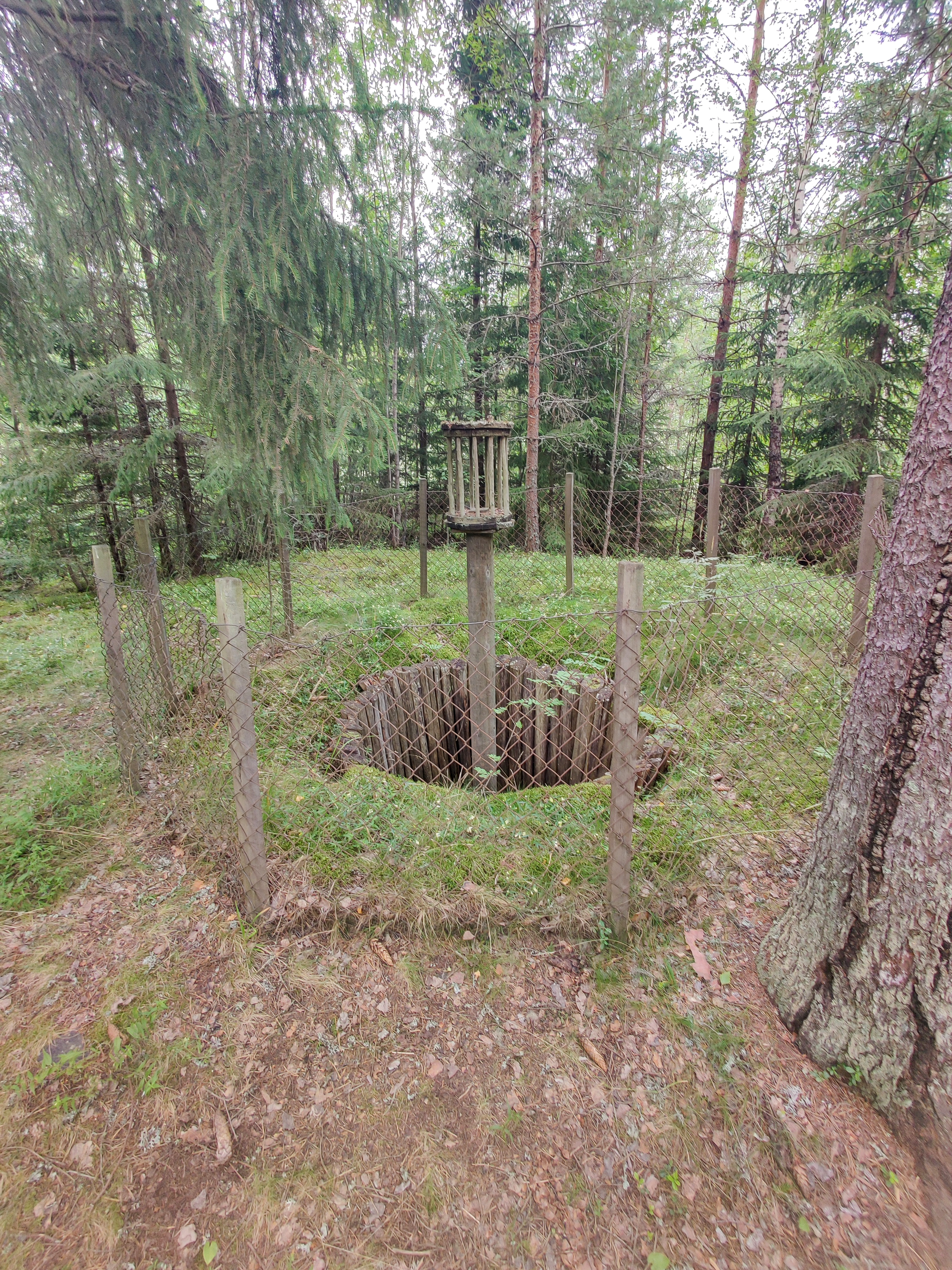
Varggrop